# نی‌جفته
نی جفته، نی جفتی، دونای یا دویانی (معرب دوگانه)، سازی بادی از جنس نی یا استخوان پاهای پرنده ای به نام دال یا استخوان پای لک لک است که دو عدد در کنار هم قرار می‌گیرند. این ساز از هزاران سال پیش در مناطق گسترده‌ای از خاورمیانه ساز مهم مراسم شادی و سرور مردم بوده‌است. ابو نصر فارابی در قرن چهارم هجری (۹۵۰ میلادی) دو نمونه از آن را شناسایی کرده و در کتاب موسیقی خود به تصویر کشیده‌است.
نوازندگان چیره‌دست، قطعه‌های ضربی را با این ساز به شیوه‌ای می‌نواختند که بسیار ریتمیک و طرب‌انگیز بود. در کتاب «ایران، گهواره دانش و هنر»، نوشته محمدعلی امام شوشتری به نقل از کتاب الموسیقی ابونصر فارابی، از سازی قدیمی به نام «دویانی» یا «نی جفتی» یاد می‌کند که از پیش از اسلام یکی از سازهای متداول ایرانیان بوده‌است. ابن خرداد در این خصوص می‌گوید «پس از آن، ایرانیان نای را برای همراهی با بربط برگزیدند و دویانی (نی جفتی) را برای تنبورها و سرنای را برای طبل‌ها». ابونصر فارابی دربارهٔ این ساز گوید: «بسیاری از مردم، نای جفتی به‌کار برند و این ساز معروف به دویانی است». مهشید نقاشپور، پژوهشگر موسیقی، می‌گوید در آثار سفالینه به دست آمده در شوش ساز دونای دیده می‌شود که احتمالا نی‌جفته نوع تغییریافته آن در طول تاریخ باشد.

## انواع نی‌جفته
نی جفته (جفتی) معمولاً با استفاده از نی یا استخوان پاهای پرنده‌ای به نام دال یا استخوان پای لک لک ساخته می‌شود که دو عدد در کنار هم قرار می‌گیرند. یافتن نی مناسب برای ساخت نی‌جفته کار دشواری است. حمیدرضا شعبان از معدود سازندگان نی‌جفته معتقد است که تفاوت صدا در سازی که با نی ساخته شده و سازی که با استخوان دال ساخته شده کاملاً مشخص است. وی می‌گوید سازی که از نی ساخته شده در ابتدا و انتها قطر یکسان دارد ولی قطر ابتدای استخوان دال کمتر از انتهایش است که باعث زیباتر شدن صدا می‌شود.

## کاربرد در موسیقی نواحی
نی جفته بیشتر در نواحی جنوب و جنوب غربی ایران نواخته می‌شود. منطقه باستانی شوشتر، بوشهر و هرمزگان مهم‌ترین خاستگاه‌های آن هستند. نی‌جفته همراه با سازهای کوبه‌ای در موسیقی شوشتری که یکی از موسیقی‌های نواحی ایران است از مرسوم‌ترین سازهای مورد استفاده می‌باشد. در شوشتر نی جفته را با طبل‌های کوچک یا با تنبک که در گویش شوشتری بیشتر با نام (نی تنبک) شناخته می‌شود و نیز با دایره هم همراهی می‌شود. نی جفته در بوشهر به صورت تکنوازی یا به صورت همراهی با ضرب سنتی بوشهری اجرا می‌شود. این ساز غالباً همانند نظایر خود در کردستان و شمال خراسان که دوزله و قوشمه نام دارند، در محافل شادمانی به کار می‌رود و علاوه بر تکنوازی با سازهای کوبه ای نظیر، دمام، کسر (Kaser) (نوعی طبل جنوبی) نواخته می‌شد.

## نوازندگان
اساتید و نوازندگان این ساز را از گذشته تا حال می‌توان بدین شرح نام برد: قنبر راستگو، سبزعلی، کرم آرامی، صادق خیرخواه، احمد نی‌زن، غلام مختاربند، عیدی خادم سیدالشهدا، شعبان، حاجی شیشط، غلامحسین شیردل، محمدعلی آخوند، عیدی بهار، علی کوچکی، سید جلال مرعشی، محمود بهمن‌زاده، حسین وکیل زرگر، علی باغبان، احمد علی‌شرفی، مجید پاکدل و مهدی لطفی و سجاد علی زاده.